# Dmitrij Umniaszkin
Dmitrij Jakowlewicz Umniaszkin (ros. Дми́трий Я́ковлевич Умня́шкин, ur. 1906, zm. ?) – radziecki działacz partyjny i państwowy.
Od 1927 należał do WKP(b), od października 1952 do 13 kwietnia 1957 był przewodniczącym Komitetu Wykonawczego Nadmorskiej Rady Krajowej. 27 października 1956 został odznaczony Orderem Czerwonego Sztandaru Pracy.